# Placea davidii
Placea davidii är en amaryllisväxtart som beskrevs av Pierfelice Ravenna. Placea davidii ingår i släktet Placea och familjen amaryllisväxter. Inga underarter finns listade i Catalogue of Life.